# Nuevo Casas Grandes
Nuevo Casas Grandes là một đô thị thuộc bang Chihuahua, México. Năm 2005, dân số của đô thị này là 54411 người.